# کرد، گوی‌چای
کرد، گوی‌چای (به ترکی آذربایجانی: Kürd) یک منطقهٔ مسکونی در جمهوری آذربایجان است که در شهرستان گوی‌چای واقع شده‌است.